# باریون دلتا
باریون دلتا یک باریون با جرم ۱.۲۳۲ MeV/c² است و از کوارک‌های بالا و پایین ترکیب شده‌است و اسپینش 2÷3 است و پاریته‌اش مثبت.

## واپاشی
باریون دلتا به یک جرم هسته‌ای و یم پیون واپاشی می‌شود اما می‌تواندDelta;+ به پروتون و یک فوتون و Δ0 یا نوترون و یک فوتون واپاشی شود.

## مشخصات
| ذره   | نماد | Makeup | جرم سکون MeV/c2 | S | C | B | نیمه‌عمر s | واپاشی به        |
| ----- | ---- | ------ | --------------- | - | - | - | --------- | ---------------- |
| Delta | Δ++  | uuu    | 1232            | 0 | 0 | 0 | 6×10−24   | π+ + p           |
| Delta | Δ+   | uud    | 1232            | 0 | 0 | 0 | 6×10−24   | π+ + n یا π0 + p |
| Delta | Δ0   | udd    | 1232            | 0 | 0 | 0 | 6×10−24   | π0 + n یا π– + p |
| Delta | Δ–   | ddd    | 1232            | 0 | 0 | 0 | 6×10−24   | π– + n           |

## منبع
- ویکی‌پدیای انگلیسی